# Pontus Ströbaek
Pontus Ströbaek, född 10 november 1970 i Halmstad, är komiker, scenaktör, manusförfattare och regissör. 
Han var med och startade den legendariska komikerklubben Tommy Engstrand – mobbad och bunden år 1994 tillsammans med bl.a. Fredrik Lindström och Felix Herngren, som senare utvecklades till programmet Tommy på duken och humorserien Tommy, båda på ZTV.
Deltog under 2019 för första gången i podcasten "Rollspelsklubben".

## Teater

### Regi
| År   | Produktion                                 | Upphovsmän                                                                 | Teater             |
| ---- | ------------------------------------------ | -------------------------------------------------------------------------- | ------------------ |
| 2009 | The Buddy Holly Musical                    | Alan Janes och Rob Bettinson                                               | Göta Lejon         |
| 2009 | Bruden som visste för lite Perfect Wedding | Robin Hawdon Översättning Andreas Tottie, Stefan Wiik och Staffan Lindberg | Fjäderholmsteatern |